# Louis Minetti
Pour les articles homonymes, voir Minetti (homonymie).
Louis Minetti, né le 1er septembre 1925 à La Ciotat et mort le 14 mars 2024 à Roquefort-la-Bédoule,, est un homme politique français. Membre du Parti communiste français, il est sénateur des Bouches-du-Rhône de 1978 à 1998.

## Biographie
Louis Minetti est né dans les dépendances d'un château de La Ciotat de parents italiens pauvres. Son père est ouvrier agricole. Pendant l'Occupation, il est mis en relation avec la Résistance par l'intermédiaire de Républicains espagnols et participe à la libération de La Ciotat. 
Après-guerre, il est élu au bureau fédéral de l'Union de la jeunesse républicaine de France (futur Mouvement de la jeunesse communiste), à laquelle il avait adhéré en 1943. Il intègre ensuite le bureau de la section communiste de la Ciotat, puis le comité fédéral des Bouches-du-Rhône du Parti communiste. Il mène parallèlement une importante activité syndicale en direction du monde paysan.
À partir de 1953, il devient producteur de fruits et légumes à Maillane avec son épouse et poursuit cette activité pendant onze ans, tout en continuant à militer. Ensuite, il entre à la section agraire du Parti communiste et devient membre du bureau fédéral des Bouches-du-Rhône en 1965, fonction qu'il occupe jusqu'en 1976.
Le 1er octobre 1978, Louis Minetti devient sénateur des  Bouches-du-Rhône en remplacement de Léon David, démissionnaire. Il est élu le 28 septembre 1980 et réélu le 24 septembre 1989. Il est membre, puis secrétaire et vice-président de la commission des affaires économiques et intervient fréquemment sur les questions agricoles. Il est notamment à l’origine de la loi du 3 janvier 1991 destinée à défendre les espaces forestiers. En décembre 1992, il est élu président de la commission sénatoriale d’enquête sur le marché des fruits, légumes et fleurs. 
Il termine son mandat le 30 septembre 1998, choisissant de ne pas se représenter.

## Détail des fonctions et des mandats
Mandats de parlementaire
- 1er octobre 1978 - 30 septembre 1998 : sénateur des Bouches-du-Rhône

## Publication
- De la Provence au Sénat - Itinéraire d'un militant communiste, éditeur Le Temps des cerises, 2003,  (ISBN 2841094103)